# Liangzhuang (socken i Kina, Henan)
Liangzhuang (kinesiska: 梁庄, 梁庄乡) är en socken i Kina. Den ligger i provinsen Henan, i den centrala delen av landet, omkring 170 kilometer sydost om provinshuvudstaden Zhengzhou.
Genomsnittlig årsnederbörd är 879 millimeter. Den regnigaste månaden är juli, med i genomsnitt 185 mm nederbörd, och den torraste är januari, med 6 mm nederbörd.